# تاشا تودور
تاشا تودور (بالإنجليزية: Tasha Tudor)‏ هي رسامة توضيحية وكاتبة للأطفال وكاتِبة أمريكية، ولدت في 28 أغسطس 1915 في بوسطن في الولايات المتحدة، وتوفيت في 18 يونيو 2008 في مارلبورو في الولايات المتحدة.

## وصلات خارجية
- الموقع الرسمي